# تشارلز ر. سكينر
تشارلز ر. سكينر (بالإنجليزية: Charles R. Skinner)‏ هو سياسي أمريكي، ولد في 4 أغسطس 1844، وتوفي في 30 يونيو 1928 في بيلهام مانور في الولايات المتحدة. حزبياً، نشط في الحزب الجمهوري. وقد انتخب عضو مجلس النواب الأمريكي.